# Grażyna Jolanta Ciemniak
Grażyna Jolanta Ciemniak (Toruń; 20 de Junho de 1948 —) é um político da Polónia. Ela foi eleito para a Sejm em 25 de Setembro de 2005 com 3807 votos em 4 no distrito de Bydgoszcz, candidato pelas listas do partido Sojusz Lewicy Demokratycznej.
Ele também foi membro do Senado 1993-1997 e Sejm 2001-2005.